# Paul Logan (acteur)
Pour les articles homonymes, voir Paul Logan, Paul et Logan.
Ne doit pas être confondu avec le vidéaste web Logan Paul.
Paul Logan est un acteur américain né le 15 octobre 1973 au New Jersey.

## Filmographie

### Comme acteur
- 1998 : Playboy: Freshman Class (vidéo) : Additional Cast
- 1996 : Blazing Force (vidéo) : Greko
- 1997 : Killers de David Michael Latt : Nicky
- 1998 : L.E.T.H.A.L. Ladies: Return to Savage Beach : Doc Austin
- 1998 : Club Wild Side : Tom
- 1999 : Stripper Wives : Joe
- 2000 : The Seduction of Maxine (vidéo) : Jack Howard
- 2000 : The Independent (en) : Son
- 2000 : House of Love : Rick
- 2001 : Savage Season : Kevin
- 2001 : The Ultimate Game : Sam Slater - a team leader
- 2002 : Passion's Peak (vidéo) : James
- 2002 : Killers 2: The Beast (vidéo) : Nicky
- 2004 : L'Île des komodos géants (The Curse of the Komodo) : Drake
- 2004 : Radius de Helmut Kobler : The Diamone
- 2004 : The Eliminator : Jesse
- 2005 : The Vault : Frix
- 2005 : Way of the Vampire : Dracula
- 2005 : Crash Landing : Josef, 'Cabin Crew'
- 2005 : Komodo vs Cobra (TV) : Major Frank
- 2005 : Crippled Creek : Tom
- 2005 : Freezerburn : SWAT Team Leader
- 2006 : Shockwave (A.I. Assault) (TV) : Saunders
- 2006 : Cannibal Taboo (vidéo) : Luke Hendricks
- 2007 : White Air : Pete
- 2007 : Fall Guy: The John Stewart Story (vidéo) : Jake Adams
- 2008 : The Last Bad Neighborhood : Mack
- 2009 : Lost in the Woods : Mercenary
- 2009 : Vampire in Vegas : Milo
- 2009 : The Terminators (vidéo) : TR-4
- 2009 : Aliens on Crack : Alien King
- 2009 : Secousse sismique (MegaFault) (TV) : Major Boyd Grayson
- 2009 : Ballistica : Damian Sloan
- 2010 : Mega Piranha (TV) : Jason Fitch
- 2010 : #1 Cheerleader Camp (vidéo) : Tom
- 2011 : 200 mph (vidéo) : Officier de police Flynn
- 2012 : Not Ok You Left Me (vidéo) : Boyfriend

### Comme cascadeur
- 2010 : Titanic II
- 2010 : Mega Piranha : chorégraphe de combat, conducteur, chorégraphe de combat sous-marin
- 2009 : Secousse sismique (MegaFault) : coordinateur de cascade
- 2009 : The Terminators : coordinateur de combat